# Eberhard Schnelle
Eberhard Schnelle (* 18. Juli 1921 in Danzig; † 5. Oktober 1997 in Barmstedt) war Organisationsberater der Firma Metaplan und Entwickler der Methode zur Moderation von Gruppen. 

## Leben
Eberhard Schnelle absolvierte in Danzig die Schule bis zur Sekundarreife und erlernte im väterlichen Unternehmen für Büromittel den Beruf des Buchdruckers und Buchbinders. Nach dem Zweiten Weltkrieg gründete 1946 sein Vater Herbert Schnelle in Barmstedt das Unternehmen Velox-Metall- und Papierverarbeitungswerk Herbert Schnelle GmbH (Auftritt als Velox Werk Herbert Schnelle / velox: lat. für schnell, rasch, gewandt), das anfänglich vor allem Artikel für den Schulbedarf, Registraturen und Archive produzierte. Ab 1948 waren die Söhne Eberhard und Klaus Schnelle Mitgesellschafter, ab 1953 auch Wolfgang Schnelle (1930–2005).
Nach einer Gesellschafterauseinandersetzung trennte sich Eberhard Schnelle 1959 von Velox und trat gemeinsam mit seinem Bruder Wolfgang Schnelle in die Handelsvertretung Velox-Organisation Hermann Dunst GmbH ein, die von Hermann Dunst (* 1921 in Danzig, Großvater der Schauspielerin Kirsten Dunst) in einer Villa in der Hamburger Hochallee betrieben wurde. Das Unternehmen, das 1961 nach Quickborn zog, profilierte sich in kurzer Zeit mit neuartigen Konzepten der Büroraumgestaltung: Es entwickelte Bürolandschaften, die auch in den USA viel Akzeptanz gefunden haben. Das neue Unternehmen firmierte anfänglich unter dem Namen KG Organisationsteam Eberhard und Wolfgang Schnelle GmbH, aus dem 1962 das Quickborner Team hervorging.
Durch den Einfluss der Kybernetik sowie der Informationsästhetik entwickelte sich zugleich in den sechziger Jahren der Verlag Schnelle in Quickborn bei Hamburg, in dem u. a. Werke von Kurd Alsleben und Helmar Frank erschienen sind.
Der konjunkturelle Aufschwung führte zu einer kräftigen Expansion der Beratungstätigkeiten, so dass der Name Quickborner Team einen hohen Bekanntheitsgrad erlangte. In der Zeit um 1970 arbeitete das Team in der Projektgruppe Regierungs- und Verwaltungsreform. Das Planungsvorhaben, an dem sich auch Renate Mayntz, Frieder Naschold und Fritz Scharpf beteiligten, hatte Horst Ehmke als damaliger Chef des Bundeskanzleramtes eingerichtet und die Leitung an Reimut Jochimsen übergeben. 
Nach massiven internen Auseinandersetzungen und um sich wieder auf die eigentliche Planung der Planung konzentrieren zu können, gründete Eberhard Schnelle im Jahr 1972 – gemeinsam mit seinen beiden Mitgesellschaftern Wolfgang Schnelle und Hermann Dunst (bis 1984) – das neue Unternehmen Metaplan Gesellschaft für Planung und Organisation mbH, dessen geschäftsführender Gesellschafter Thomas Schnelle seit 1995 ist. Wegen einer strategischen Neuausrichtung betrieb Eberhard Schnelle im Jahr 1994 die Gründung der Firma Quickborner Projekt-Forum Gesellschaft für Unternehmensentwicklung mbH. 
Eberhard Schnelle war verheiratet mit der bildenden Künstlerin Telse Schnelle-Cölln, einer Enkelin von Detlef Cölln (1876–1961), dem Mitbegründer der Hebbel-Gesellschaft e.V.

## Unternehmerische Aktivitäten
Im Rückblick lassen sich die unternehmerischen Aktivitäten von Eberhard Schnelle für die Zeit von 1959 bis 1997 in folgende, zugleich miteinander vernetzte Abschnitte gliedern:
1. seit 1959 Organisationsteam Schnelle, ab 1962 bis 1972 Quickborner Team,
2. von 1960 bis 1970 Verlag Schnelle,
3. seit 1972 Pinwandmoderation als Metaplan-Methode,
4. seit 1984 Werkstatt des Wandels und Unternehmenstheater,
5. seit 1995 Arbeit erfinden.

In der Festschrift zum 75. Geburtstag von Eberhard Schnelle sind diese Aktivitäten ausführlich und detailliert beschrieben. In dem Werk sind ebenso die jeweiligen gesellschaftspolitischen Situationen, die in der Bundesrepublik herrschten, analysiert und in Relationen zu den unternehmerischen Aktivitäten gebracht worden.
Seit dieser Analyse sind zehn Jahre vergangen und aus dem Jahr 2006 heraus betrachtet, kommt dem Verlag Schnelle eine eminente Bedeutung für die Entwicklung der Pinwandmoderation als Metaplan-Methode zu. Der Verlag fungierte wie eine privatwirtschaftliche Denkfabrik. Schon frühzeitig konnten die Erkenntnisse der Kybernetik als eine Brücke zwischen den Wissenschaften (Helmar Frank) in eine neue Methode einfließen. Eine zentrale Rolle spielte die Informationsästhetik, deren Inhalte vor allem in den Trainings Optische Rhetorik und Visualisierung vermittelt wurden. 
Eine ähnliche Funktion übernahm nach der Etablierung der Metaplan-Methode die von Eberhard Schnelle initiierte und seit 1984 einmal jährlich durchgeführte Werkstatt des Wandels (WdW). Hier begann er die Entwicklung des Unternehmenstheaters als eine die Metaplan-Methode ergänzende Beratungsleistung. In den jährlichen WdW-Veranstaltungen startete zugleich seine kreative Arbeit mit den drei typischen Clownsfiguren: Rotclown, Weißclown und Schwarzclown. 
Angesichts der gleich bleibend hohen Zahl von Arbeitslosen betonte Eberhard Schnelle immer wieder, dass Arbeit in einem kreativen Verfahren erfunden werden sollte. So entstand seit 1995 das Konzept Arbeit erfinden, das zu Beginn des 21. Jahrhunderts auch vom Berufs- und Wirtschaftspädagogen Helmut Woll an der TU Chemnitz erprobt wurde. Schon 1963 stellte Eberhard Schnelle hinsichtlich des Erfindens von Arbeit fest: 

„Wenn wir aber unter menschlicher Arbeit die schöpferischen Tätigkeiten verstehen, sind wir heute sehr hilflos. Wir brauchen dringend Kooperationssysteme für den kreativen Menschen, Systeme, die die vielen Terminologien, die vielen Meinungen den Informationsinteressenten ohne politische Reibungsverluste nutzbar machen. Bei allen Einschränkungen glaube ich, einige vielverheißende Ansätze in diesem unter dem Begriff Kybernetik zusammengefaßten Gedankengut zu sehen.“

## Veröffentlichungen
- Neue Wege der Kommunikation. Spielregeln, Arbeitstechniken und Anwendungsfälle der Metaplan-Methode. Als Herausgeber. Veröffentlichungen der Stiftung Gesellschaft und Unternehmen, Heft 10, Hanstein, Königstein/Taunus 1978
- Metaplan-Methode als Führungsinstrument. Gemeinsam mit Joachim Freimuth. In: Alfred Kieser u. a. (Hrsg.): Handwörterbuch der Führung. Poeschel, Stuttgart 1987
- Managementrolle: Gruppenmitglied und Moderator. In: Wolfgang H. Staehle (Hrsg.): Handbuch Management. Die 24 Rollen der exzellenten Führungskraft. Gabler, Wiesbaden 1991, ISBN 3-409-19934-9.